# Westover Hills
Westover Hills – miasto w Stanach Zjednoczonych, w stanie Teksas, w hrabstwie Tarrant.